# Павукоподібні
Павукоподі́бні, або арахніди (Arachnida) — клас членистоногих, який включає павуків, кліщів, скорпіонів, косариків, сольпуг та деякі дрібніші групи. Вони відрізняються від інших членистоногих поділом тіла на дві тагми: головогруди (просому) і черевце (опістосому). Зазвичай представники класу мають 8 ходильних кінцівок, педипальпи і хеліцери. Розвиток, в основному, прямий.
Відбитки перших справжніх павуків датуються кам'яновугільним періодом — 318–299 млн років тому, а подібні до павуків тварини, які здатні були плести павутину — девонським періодом, 386 млн років тому. Сучасні групи павуків: Миґаломорфи (Mygalomorphae) та Аранеоморфи (Araneomorphae) виникли у тріасовому періоді близько 200 млн років тому.

## Будова тіла
Тіло павукоподібних складається з головогрудей і черевця. Головогруди вкриті щільною кутикулою і включають шість сегментів. Кінцівки першого сегмента — хеліцери — є органами захоплення і подрібнення їжі. У павуків на кінчиках хеліцер відкриваються протоки отруйних залоз. Кінцівки другого сегмента — педипальпи — виконують функцію утримання здобичі, беруть участь у перенесенні сперми в статеві шляхи самки, слугують органами дотику. Кінцівки наступних чотирьох сегментів — ноги — беруть участь у пересуванні, плетінні павутини (павуки), викопуванні нірок, утриманні яєчного кокона, здобичі. Вони мають нюхові та дотикові рецептори. На відміну від ракоподібних обидві антени у павуків редукуються, фасеткові очі відсутні.
Черевце з'єднується з головогрудьми за допомогою сьомого сегмента, який не несе кінцівок. Кінцівки черевця, які несуть «зябра», перетворюються на «легені». Кінцівки десятого й одинадцятого сегментів утворюють у павуків павутинні бородавки.
Характерною особливістю павукоподібних є тенденція до злиття члеників тіла, з утворенням головогрудей й черевця. У примітивніших (фаланги) обидва відділи ще зберігають сегментацію. Скорпіони мають сегментацію тільки на черевці, у павуків черевце вже не сегментоване, а кліщі втратили навіть поділ тіла на головогруди і черевце.

## Внутрішня будова

### Нервова система
Нервова система характеризується концентрацією нервових вузлів. У павуків у передньому відділі головогрудей виникає єдине скупчення нейронів — головогрудна нервова маса. З органів чуття розвинені дотик (чутливі волоски на тілі та кінцівках) і нюх. Зір дуже слабкий, є декілька пар простих очок.

### Травна система
Більшість павукоподібних — хижаки, пристосовані до живлення напіврідкою їжею. Травлення у багатьох павукоподібних відбувається в два етапи: 1) зовнішнє, 2) внутрішнє (кишкове). Спіймана здобич убивається отрутою, покриви жертви розриваються і всередину вводяться травні соки. Потім розріджений вміст жертви всмоктується. Для цього слугує забезпечена м'язами глотка, яка переходить у тонкий стравохід і далі, — у сисний шлунок. Продовжується травлення в шлунку і кишківнику. Вирости кишківника утворюють печінку, клітини якої виділяють травні ферменти.

### Дихальна система
Павукоподібні мають різноманітні дихальні системи. Об'єднує їх дихання атмосферним повітрям, характерне навіть для тих видів, які вторинно переселилися у воду. Дихальна система представлена легеневими мішками або трахеями. Ті й інші відкриваються назовні отворами — стигмами на боках чи на черевній поверхні члеників. У легеневих мішках розташовані численні листоподібні складки, в яких є кровоносні капіляри. Легеневі мішки павукоподібних за структурою подібні до зябер ракоподібних. Трахеї — це система розгалужених трубочок, які підходять безпосередньо до всіх органів, де і здійснюється тканинний газообмін. Легеневі мішки павукоподібних випаровують багато води, тому легеневі форми (деякі павуки, скорпіони) змушені жити в місцях, насичених вологою,— у підстилці тропічного лісу, ґрунті, норах.
Виключно легеневі мішки характерні для чотирьохлегеневих павуків (Мігаломорфні і Opisthothelae), скорпіонів. У більшості павуків (аранеоморфні) наявна 1 пара легеневих мішків та обмежено поширена система трахей, що здійснює газообмін у статевих органах та навколо них.
Косарики, сольпуги та деякі інші павукоподібні мають добре розвинені трахеї. Кліщі завдяки малим розмірам пристосувалися до поглинання кисню всією поверхнею тіла.

### Кровоносна система
Кровоносна система незамкнена. Гемолімфа від серця йде по декількох судинах до передньої частини тіла, де виливається в лакуни між органами. Кровоносна система найскладніша у скорпіонів і павуків, у яких дихання легеневе, гемолімфа в них є переносником газів, має пігменти, які зв'язують кисень.
Простіша будова кровоносної системи у павукоподібних, які дихають трахеями. Найпростіша кровоносна система у кліщів: у них її може не бути зовсім або вона складається з мішкоподібного серця і пари остій (отворів).

### Видільна система
Система виділення представлена мальпігієвими судинами — сліпими виростами кишківника. У їхніх клітинах накопичуються екскрети. Речовини, що виділяються, заздалегідь зневоднюються, щоб уникнути втрати води. У деяких примітивних павукоподібних як органи виділення збереглися рудименти метанефридіїв. Шкідливі речовини з гемолімфи надходять у мальпігієві судини та по них потрапляють у кишківник звідки виводяться через анальний отвір.

### Статева система
Павукоподібні роздільностатеві. Запліднення в більшості випадків внутрішнє. Сперма виробляється в сім'яниках самців і доставляється в статеві шляхи самиці за допомогою педипальп, які утворюють копулятивний орган.
Яйця містять багато жовтка, розвиток прямий. Виняток становлять кліщі, у яких є личинкова стадія.

## Походження та еволюція
Сучасні павукоподібні представлені наземними формами, які походять від водяних членистоногих, які спочатку заселяли моря. Щоб пристосуватися до наземного способу існування, павукоподібні повинні були: здійснити зміну органів дихання; максимально зменшити випаровування води з поверхні тіла; перейти на нові об'єкти живлення.
Основні особливості організації, що забезпечили пристосування павукоподібних до життя на суходолі:
1. поява «легенів» і трахей — органів дихання атмосферним киснем;
2. воскові виділення кутикули, які перешкоджають випаровуванню води;
3. зменшення розмірів тіла для обмеження числа линьок;
4. розвиток копулятивних органів і внутрішнього запліднення.

## Систематика та різноманіття
Клас об'єднує близько 100 тисяч видів, згрупованих у декілька рядів, найчисленніші з яких павуки (понад 40 тисяч видів) і декілька рядів кліщів (понад 45 тисяч видів). Скорпіони (понад 1000 видів) — найдавніший ряд серед наземних членистоногих, що зберіг безліч примітивних рис, властивих водним предкам. Середню чисельність понад 1000 видів мають також ряди сольпуги, косарики, псевдоскорпіони. Більш дрібні ряди Шизоміди, Фрини, Теліфони, Кененії, Рицинулеї
та Opilioacariformes налічують не більше 210 видів кожний.